# سكين دفع

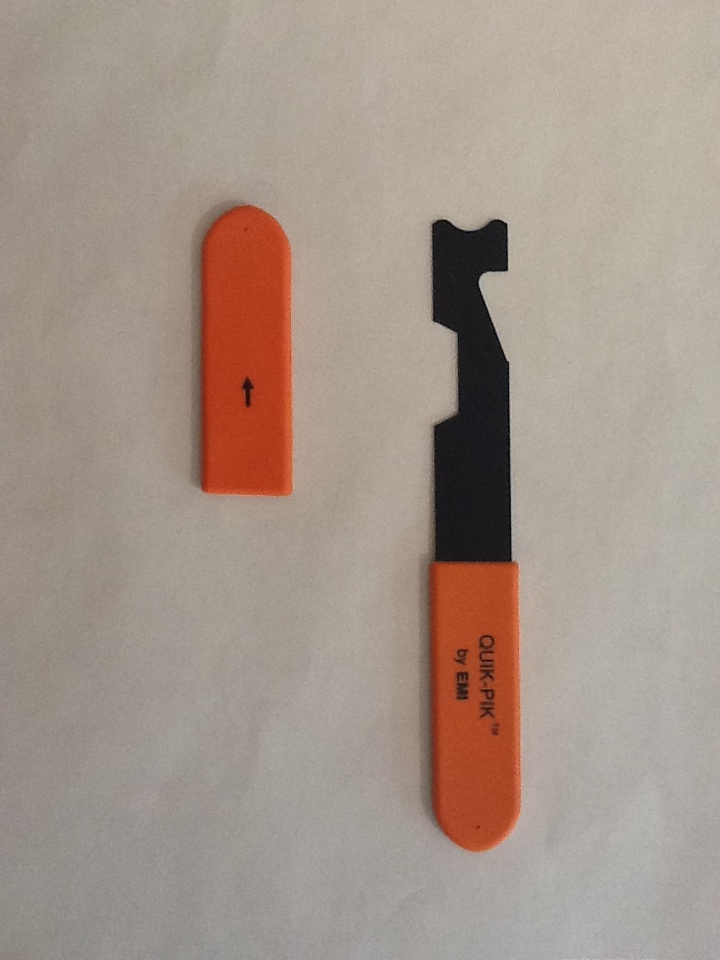
سكين دفع

سكين الدفع هي أداة يستخدمها رجال الإطفاء. وتتكون من قطعة صغيرة من الصلب قياس 10، ولها نهاية مدببة. وتستخدم السكين بإدخالها بين بابٍ وإطاره أعلى المقبض الزنبكي في الأبواب المزودة بأقفال ذات مفتاح في المقبض. تسحب السكين بعد ذلك لأسفل وللخارج لتحرر القفل.